# بيتر كلارك (مؤرخ بريطاني)
بيتر كلارك (بالإنجليزية: Peter Clark)‏ هو مؤرخ بريطاني، ولد في 24 مايو 1944.